# Katja Lange-Müller

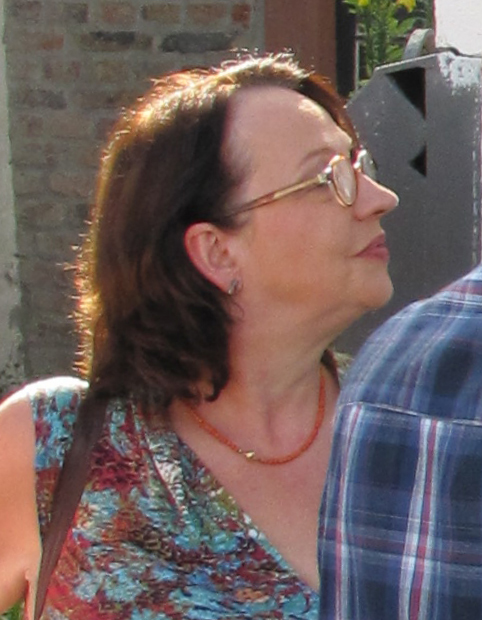
Katja Lange-Müller in 2011

Katja Lange-Müller (Berlijn-Lichtenberg, 13 februari 1951) is een Duits auteur.

## Leven en werk
Katja Lange-Müller is de dochter van Inge Lange, die in de voormalige DDR als hooggeplaatst SED-lid in de Volkskammer zetelde. Op haar zestiende werd ze wegens ‘antisocialistisch gedrag’ van school gestuurd en kon ze niet meer voortstuderen. Ze volgde een stage als letterzetter en werkte vervolgens als fotoredactrice bij de Berliner Zeitung. Ze was een tijd rekwisiteur bij de Oost-Duitse televisie en ging aan de slag als nachtverpleegster in een gesloten psychiatrische instelling. Tijdens de lange nachtelijke diensten begon ze te schrijven. In 1979 schreef ze zich in aan het Literaturinstitut Johannes R. Becher in Leipzig. Haar man, Wolfgang Müller, de broer van auteur Heiner Müller, had haar buiten haar weten om aangemeld. Het betekende het begin van haar schrijverscarrière. Lange-Müller werd in 1982 een jaar op stage gestuurd naar Mongolië, waar ze  in een tapijtenfabriek in de hoofdstad Ulan-Bator moest werken. Deze traumatiserende ervaring deed haar na haar terugkeer in Duitsland besluiten naar West-Berlijn te emigreren. Haar emigratieverzoek werd door de DDR-overheid aanvaard en in 1984 kwam ze in West-Berlijn aan. Ze woont daar vandaag nog steeds. Lange-Müller schrijft vooral verhalen die in grote mate op haar eigen bewogen leven teruggaan. Hoewel haar personages meestal marginalen of mislukkelingen zijn, wordt het groteske en hilarische in hun levens benadrukt. Ook in de behandeling van thema’s als de deling van Duitsland of het leven in de DDR laat Lange-Müller zich van haar satirische kant zien. Lange-Müller is sinds 2000 lid van de Deutsche Akademie für Sprache und Dichtung in Darmstadt, sinds 2002 van de Akademie der Künste in Berlijn en medeoprichtster van de ‘Gruppe 05’ in Lübeck.

## Prijzen (selectie)
- Ingeborg-Bachmann-Preis (1986)
- Alfred-Döblin-Preis (1995)
- Berliner Literaturpreis (1996)
- Preis der Bestenliste des Südwestrundfunks (2001)
- Mainzer Stadtschreiber (2002)
- Roswitha-Preis (2002)
- Kasseler Literaturpreis (2005)
- Preis der LiteraTour Nord (2008)
- Gerty-Spies-Literaturpreis (2008)
- Wilhelm-Raabe-Literaturpreis (2008)
- Calwer Hermann-Hesse-Stipendium (2009)
- Kleist-Preis (2013)

- Bibsys: 90238851
- Biblioteca Nacional de Chile: 000616308
- Bibliothèque nationale de France: cb12126208s (data)
- CiNii: DA04552188
- Gemeinsame Normdatei: 115583556
- International Standard Name Identifier: 0000 0001 0858 9567
- Library of Congress Control Number: n86042071
- Nationale Bibliotheek van Letland: 000186981
- Nationale Bibliotheek van Tsjechië: ola2003209080
- Nationale bibliotheek van Australië: 35149968
- Nationale Bibliotheek van Israël: 987007422489305171
- Nationale Bibliotheek van Polen: a0000002876980
- Nationale en Universitaire bibliotheek Zagreb: 000429696
- Nederlandse Thesaurus van Auteursnamen: 071855181
- Réseau des bibliothèques de Suisse occidentale: 02-A027433888
- Istituto Centrale per il Catalogo Unico: MILV277053
- LIBRIS: 297645
- Système universitaire de documentation: 067402348
- Trove: 842907
- Virtual International Authority File: 85005271
- WorldCat: E39PBJyRxJjx9QXtdrD4T43bBP